# Przeznaczenie (serial telewizyjny)
Przeznaczenie – polski serial kryminalny, dokumentalny i mystery crime nadawany przez stację Polsat od 4 marca do 3 czerwca 2010. w każdy czwartek, o godz. 23.00 Serial w reżyserii Mariusza Paleja został wyprodukowany przez AB Film Production.

## Obsada
- Małgorzata Trzaskoma − jako ona sama
- Magdalena Nieć − jako policjantka Anna
- Aleksander Podolak − jako Sławek szef Anny i komendant komisariatu
- Łukasz Jakubowski − młody policjant – nowicjusz
- Aldona Orman − jako prokurator
- Małgorzata Szeptycka − jako anatomopatolog
- Przemysław Kapsa − jako psycholog policyjny

W pozostałych rolach
- Jan Kozaczuk − Jacek, przyjaciel Adama (odc. 2)
- Artur Łodyga − Jarek, wspólnik Grabowskiego (odc. 5)
- Jerzy Moes − pan Stasio (odc. 9)
- Jerzy Pal − nauczyciel Zbigniew Nowak (odc. 6)
- Edwin Petrykat − jako Piotr Bogucki, mąż Marii (odc. 10)
- Marcin Rój − Max (odc. 1)
- Robert Wrzosek − jako "Łysy" (odc. 1)

## Spis odcinków
1. Śledztwo
2. W sieci
3. Echa
4. Fałszywy ruch
5. Jestem od żywych
6. Pierwsza miłość
7. Decyzja
8. Dom
9. Córeczka
10. Idealne życie
11. Piękno wieczne
12. Znajomość z internetu
13. Prawo ojca

## Opis fabuły
Anna (Magdalena Nieć) młoda, lecz doświadczona policjantka zajmuje się rozwiązywaniem przeróżnych zagadek kryminalnych. Bardzo często korzysta z rady wróżki-jasnowidza Małgorzaty (Małgorzata Trzaskoma), która jest przyjaciółką Anny i jej dopełnieniem. Razem tworzą zespół, rozwiązujący najtrudniejsze sprawy.